# Argyripnus iridescens
Argyripnus iridescens är en fiskart som beskrevs av Mcculloch 1926. Argyripnus iridescens ingår i släktet Argyripnus och familjen pärlemorfiskar. Inga underarter finns listade i Catalogue of Life.

## Bildgalleri

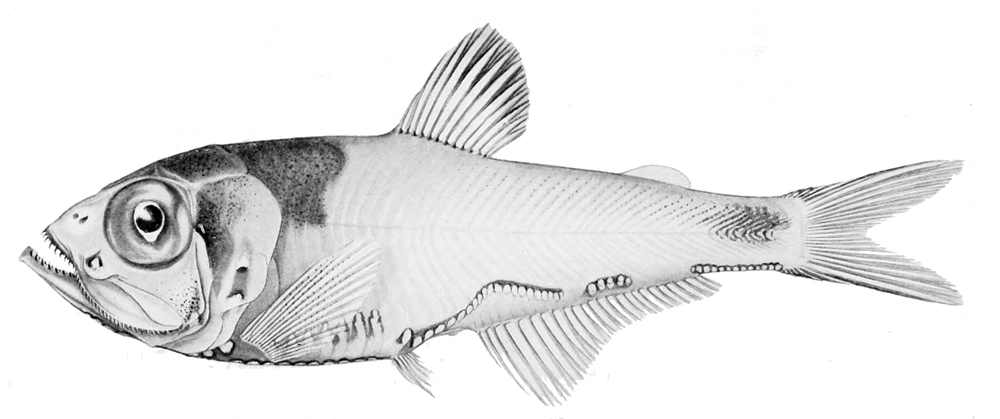